# حمصي الحمادة
حمصي الحمادة (1941 -) هو شاعر وكاتب وباحث ومؤرخ سوري.قامة ثقافية وتاريخية سورية ، له إسهامات قيمة في توثيق تاريخ وتراث محافظة الرقة. مؤرخ وباحث محلي: يعتبر مرجعاً هاماً لتاريخ وتراثها.

## ولادته وتحصيله
وَلدحمصي الحمادة (1359هـ/1941م ) في مدينة الرقة   تخرج في جامعة دمشق وحصل على شهادة من كلية الشريعة.

## عمله ووظائفه
بعد الانتهاء من الخدمة الإلزامية في الجيش، عاد للتدريس وعمل وكيلآ لثانوية خديجة الكبرى ورئيسآ للدروس المسلكية في معهد المعلمين الملحق ثم استقال من العمل الإداري وانتقل للتدريس في معهد إعداد المعلمين ومن ثم انتقل مدربآ ميدانيآ في التدريب المستمر وفي عام 1983سافر إلى المملكة العربية السعودية حيث أمضى 23سنة مدرسآ لمادتي الشريعة الأسلامية واللغة العربية في المعاهد العلمية التابعة لجامعة الإمام محمد بن سعود.

## أعماله
ألقى العديد من المحاضرات في المركز الثقافي بالرقة وريفها، مساهماً في نشر الوعي الثقافي والتاريخي في مجتمعه المحلي.
- كان عضواً في اللجنة التنظيمية للندوة الدولية لتاريخ الرقة وآثارها.
- ألقى محاضرة في الندوة الدولية لتاريخ الرقة وآثارها بعنوان "الرقة من الخراب إلى الانبعاث".
- كان عضواً في لجنة تحرير الكتاب التذكاري للندوة الدولية لتاريخ الرقة وآثارها.
- نيابة عنه، ألقى الأستاذ محمد عبد السلام الحياني محاضرتين في مهرجان العلوم عند العرب، نظراً لسفره في السعودية..
- ساهم في عدة حلقات بُثت في قناة اقرأ عن شخصيات إسلامية.
- أُجريت معه مقابلة تلفزيونية في الفضائية السورية خلال الندوة الدولية لتاريخ الرقة وآثارها.
- أُجريت معه مقابلة في قناة MBC عن محافظة الرقة.
- أُجريت معه مقابلة في الإذاعة السورية عن تراث الرقة.
- شارك في عدة مقابلات تلفزيونية في المركز التلفزيوني في الرقة حول تاريخ الرقة وتراثها.
- نشر العديد من المقالات في الصحف السورية مثل "الثورة" و "تشرين".
- زاوية الأمثال الرقية: خصصت له صحيفة الفرات زاوية يومية عن الأمثال الرقية، هذا يدل على اهتمامه بالتراث الشعبي المحلي.

## كتبه وآثاره
المؤلفات المنشورة عام 1981: صدر له كتابان هامان في هذا العام:
- أويس القرني بين الواقع والأسطورة: يتناول شخصية إسلامية صوفية بارزة.
- وابصة بن معبد الأسدي صحابي رسول الله صلى الله عليه وسلم: يتناول سيرة صحابي جليل، وقام
- بجمع 10000 مثل رقي وشرح الكثير منها، بالإضافة إلى توثيق جوانب من التراث الشعبي للرقة مثل:

المعتقدات الرقية.
- نواح الرقيات (الأهازيج والمراثي الشعبية).
- التقويم الرقي (العادات والتقاليد المرتبطة بالزمن والمواسم).

- الألعاب الرقية الشعبية.

- مشاريع التوثيق الحالية: يقوم حالياً بتوثيق مواد قيمة عن تاريخ وتراث الرقة، تشمل:
- أوائل الرقة (الأوائل في مختلف المجالات).

- شخصيات في ذاكرة الرقة (توثيق لسير أعلام المدينة).

- أمثال شعبية رقية.
- التقويم الرقي.
- أوليات الرقة.

- طفولة رقية (ذكريات الطفولة في الرقة).

- شاعرات وشعراء من الرقة (توثيق للحركة الشعرية النسائية والرجالية المحلية).